# Estación Juan A. de la Peña
Juan A. de la Peña es una estación ferroviaria ubicada en la localidad del mismo nombre, partido de Partido de Pergamino, Provincia de Buenos Aires, Argentina.

## Servicios
El ramal dejó de transitar en 1961, por lo que actualmente no se prestan servicios.

## Historia
En el año 1885 fue inaugurada la Estación Campos Salles, por parte del Ferrocarril Central Argentino, en el Ramal San Nicolás - Pergamino.
La estación pertenecía al Ferrocarril Mitre; cuando era operado por Ferrocarriles Argentinos pasaban más de 50 trenes da cargas y de larga distancia hacia las provincias de Santa Fe y Córdoba 
La estación fue clausurada en 1961 y actualmente no se opera ningún servicio.